# Guerrico de Igny
Beato Guerrico de Igny, nascido entre 1070 e 1080 em Tournai (Bélgica) e falecido em 19 de Agosto de 1157 na Abadia de Igny ( Marne, França ), como monge cisterciense, Abade de Igny. Amigo e discípulo de São Bernardo, é considerado um dos pais da espiritualidade cisterciense, principalmente por meio de seu culto mariano. Seu culto foi reconhecido em 1889. Liturgicamente, é comemorado em 19 de agosto .

## Biografia

### Treinamento e primeiros anos
Nascido em Tournai, o jovem Guerrico recebeu sua primeira educação na escola da catedral de Tournai, quase certamente aos pés de Odon de Tournai que de 1087 a 1092 foi seu aluno. É possível que o próprio Guerrico tenha sido um estudante em Tournai entre 1121 e 1125.
Atraído por um estilo de vida mais solitário, Guerrico retirou-se para uma pequena casa perto da igreja de Tournai. Ele passa seu tempo lendo, orando e meditando. Por intermédio de um amigo, ele ouve falar de Bernardo de Claraval, recentemente passado na Flandres. Isso o decide fazer uma viagem a Claraval. Não parece que a sua primeira intenção fosse entrar como novato. Bernardo, no entanto, o convenceu a ficar em Claraval ( 1126 ).
Desde o noviciado, é reconhecido por São Bernardo como um monge de eminente virtude, que menciona o nome do noviço Guerrico em várias cartas.

### Abade de Igny
Em 1138, Guerrico tornou-se Abade de Igny, uma fundação de Clairvaux na diocese de Reims. Ele é seu segundo abade. Mesmo que seja eleito "regularmente" pela comunidade (como quer a Carta Caritatis), parece que a influência de São Bernardo não foi à toa na escolha feita pela comunidade de Igny.
Embora tenha uma grande experiência espiritual, primeiro como eremita e depois como discípulo de São Bernardo em Claraval, Guerrico é bastante velho - provavelmente com mais de 60 anos - e lamenta em um de seus sermões que sua condição física vacilante não permitir-lhe participar plenamente no trabalho comunitário manual exigido pela regra de São Bento.
A abadia Igny floresceu sob a direção do Abade Guerrico. Seu prestígio religioso pessoal é grande  . Alguns de seus escritos estão circulando. Ele é o diretor de consciência da nascente cavalaria (os condes de Blois, Maubourg, Varennes, Anglard, entre os primeiros cavaleiros cruzados). As vocações chegaram a Igny, as doações foram recebidas e uma nova fundação monástica foi feita: era a Abadia de Valroy em 1148, na diocese de Reims. Guerric morreu em sua abadia em 19 de agosto de 1157.

## Veneração e lembrança
Em 1876, durante a restauração da Abadia de Notre-Dame d'Igny, seu corpo foi exumado e identificado. Seu culto, desde tempos imemoriais na Ordem Cisterciense, foi oficialmente reconhecido pela Igreja em 1889. Liturgicamente beato Guerrico d'Igny é comemorado em 19 de agosto.

## Apêndices